# Sistema Integral de Información
Un Sistema Integral de Información (SII), es un sistema de información intensivo y extensivo de las Tecnologías de la Información y las Comunicaciones para integrar o centralizar la gestión de la información dentro de una organización. Un SII soporta todos los procesos de negocio y de soporte de la organización.
Los componentes de las Tecnologías de la información y la comunicación (TIC) de los SII ofrecen herramientas que soportan procesos de:
- Almacenamiento de datos.
- Interacción social.
- Gestión del conocimiento.
- Toma de decisiones. (p.e. Sistema de Inteligencia de Negocios)
- Difusión de información. (p.e. portales, correo electrónico, generadores de reportes)
- Seguimiento de indicadores. (p.e. tableros de comando)
- Gestión de documentación.
- Gestión de procesos.

Los sistemas de ERP o CRM pueden ser considerados como componentes de TI dentro del SII. Algunos proveedores ofrecen soluciones para sectores específicos como Gas, Telecomunicaciones, Producción, Tesorería, entre otros.

## Historia
Los SII nacen de la necesidad de unificar la información dispersa en la Organización. Años atrás y aun hoy las organizaciones contaban con sistemas informáticos para cada una de sus áreas. Estos sistemas conocidos también como islas de información no permitían el flujo eficaz de la información misional dentro de las áreas de la organización ocasionando duplicidad y desactualización de la información.
Se vio la necesidad de crear sistemas integrales de información que mantuviesen en la ciencia consistentemente la información misional a todos los niveles de la organización. En organizaciones de carácter comercial las primeras aplicaciones que aparecen son las de propósito contable. Luego a esta aplicación se le unen aplicaciones de otras áreas como inventarios, compras, recursos humanos, etc. De esta forma aparecen incipientes sistemas integrados que evolucionarían a lo que hoy se conoce como sistemas ERP (Planificación de recursos empresariales).

## Estado Actual
Existen empresas cuyas particularidad no pueden ser suplidas en su totalidad por un ERP[cita requerida] o que simplemente han invertido dinero en sus sistemas de información actuales y no pueden cambiarlos porque los consideran como un Activo de la empresa[cita requerida]}. En los inicios del siglo XXI existen tendencias de integración de sistemas informáticos mediante nuevos paradigmas que permiten la reutilización de los sistemas actuales[cita requerida]. Se utilizan conceptos como Arquitectura empresarial, Arquitectura SOA, Master data Management MDM que hacen posible la integración de la gran mayoría de sistemas con el propósito de alinear las actividades de TI con los objetivos de la Empresa.

## Características.
Unos de los sistemas de Información Integral es aquel que cumple las siguientes características:
- Dado un marco de referencia, su desarrollo se realiza tomando en cuenta cada una de las componentes que se encuentran dentro de ese marco, teniendo siempre presente el marco general.
- No se restringe a una determinada plataforma de software ni de hardware, sino que puede trasladarse con un mínimo de esfuerzo a múltiples plataformas.
- Es fácilmente migrable a otros ambientes y por lo tanto no se restringe a un determinado ambiente de funcionalidad.
- Es evolutivo, es decir, existe la manera de mejorarle y adecuarle a cambios continuamente, sin afectar la funcionalidad que ya se ha logrado.
- Su prioridad es mantener la integración y disponibilidad de los datos elementales, por tanto un sistema de información Integral es independiente de los lenguajes o herramientas de desarrollo con los que se construya la aplicación que los maneja, e independiente también de la aplicación misma, lo importante son los datos.